# Olsiewicze (obwód brzeski)
Olsiewicze (biał. Альсевічы; ros. Ольсевичи) – wieś na Białorusi, w obwodzie brzeskim, w rejonie baranowickim, w sielsowiecie Kroszyn.
W dwudziestoleciu międzywojennym wieś leżała w Polsce, w województwie nowogródzkim, w powiecie baranowickim.
Znajduje tu się przystanek kolejowy Olsiewicze, leżący na linii Moskwa - Mińsk - Brześć.